# Thomas Riis
Thomas Riis (* 27. Juli 1941 in Kopenhagen) ist ein dänischer Historiker.

## Leben und Wirken
Thomas Riis war der Sohn eines Professors der Archäologie. Im Jahr 1959 legte er an der Metropolitanskolen in Kopenhagen sein Abitur ab. Nach dem Magister Artium 1968 an der Universität Kopenhagen lehrte Riis anschließend am dortigen Historischen Seminar. 1977 wurde er an der Universität Odense promoviert mit der in französischer Sprache verfassten Arbeit institutions politiques centrale du Danemark (1110–1332). 
Von 1977 bis 1979 war er als Assistent am Europäischen Hochschulinstitut in Florenz tätig, anschließend war er dort bis 1980 Associate Professor. Danach forschte er 1981 bis 1984 als Carlsberg Research Fellow an der University of St. Andrews und war von 1985 bis 1993 Mitherausgeber des Diplomatarium Danicum. Von 1994 bis 2008 war er Professor für Schleswig-Holsteinische Landesgeschichte an der Universität Kiel. Zu seinen akademischen Schülern gehören Carsten Jahnke und Jan Schlürmann.
Seine Interessenschwerpunkte sind Wirtschafts- und Sozialgeschichte, Geschichte der Armut und Stadtgeschichte. Ab 1974 war Riis Mitglied, ab 1981 zweiter Vorsitzender und von 2001 bis 2006 Vorsitzender der Internationalen Kommission für Städtegeschichte.

## Schriften (Auswahl)
Schriftenverzeichnis Prof. Dr. Thomas Riis. In: Gerhard Fouquet, Mareike Hansen, Carsten Jahnke, Jan Schlürmann (Hrsg.): Von Menschen, Ländern, Meeren. Festschrift für Thomas Riis zum 65. Geburtstag. Der andere Verlag, Tönning 2006, ISBN 978-3-89959-526-0, S. 419–430.
Monographien
- Les institutions politiques centrales du Danemark 1100–1332. Odense 1977, ISBN 87-7492-214-9.
- Should auld aquaintance be forgot. Scottish-Danish relations c. 1450–1707. Zwei Bände. Odense University Press, Odense 1988, ISBN 87-7492-695-0.
- Das mittelalterliche Dänische Ostseeimperium. Kiel 2003, ISBN 3-937719-25-3.
- Einführung in die Gesta Danorum des Saxo Grammaticus. University Press of Southern Denmark, Odense 2006, ISBN 978-87-7838-824-7.
- Wirtschafts- und Sozialgeschichte Schleswig-Holsteins. Leben und Arbeiten in Schleswig-Holstein vor 1800. Kiel 2009, ISBN 978-3-937719-99-3.
- Die großen Agrarreformen in Schleswig-Holstein. Folge oder Anlass der Gesetzgebung? Kiel 2016, ISBN 3-86935-291-4.

Herausgeberschaften
- Kreuz und quer durch Europa. Von Krieg, Politik, Kultur und Religion. Das Tagebuch des habsburgerischen Diplomaten und Landsknechtführers Erich Lassota von Steblau (1573–1594). Solivagus-Verlag, Kiel 2021, ISBN 978-3-943025-60-6.
- Urbanization in the Oldenburg Monarchy, 1500-1800. Verlag Ludwig, Kiel 2012, ISBN 978-3-86935-191-9.